# Турци в Босна и Херцеговина
Турците в Босна и Херцеговина са етническа група, която формира най-старото етническо малцинство в Босна и Херцеговина.  Турците започнаха да населяват региона през 15 век по време на османското владичество, но много турци емигрират в Турция, когато Босна и Херцеговина пада под австро-унгарско управление. 

## История
Когато Османската империя завладява босненското царство през 1463 г., в региона пристига значителна турска общност. Турската общност непрекъснато нарастваше през османското владичество в Босна; след като османците са победени в Балканските войни (1912 – 13), мнозинството от турците, заедно с други мюсюлмани, живеещи в региона, напускат домовете си и се преселват в Турция като „Мухаджири“ (мюсюлмански бежанци от немюсюлмански държави).

## Култура на турците в Босна и Херцеговина

### Език
Турският език е официално признат за малцинствен език в Босна и Херцеговина в съответствие с Европейската харта за регионалните или малцинствените езици. 

### Религия
Основната религия на турците в региона е сунизъм.

## Численост
Според преброяването на населението през 1991 г., в Босна и Херцеговина са живеели 267 турци , докато през 2013 г. е имало 1108 души, почти всички във Федерация Босна и Херцеговина (1097 души) . Повече от 80% от всички турци в страната живеят в столицата Сараево (887 души).

## Известни личности
- Алия Изетбегович
- Бакир Изетбегович